# Isabel de Hungría (1260-1320)
Beata Isabel de Hungría, la viuda (en húngaro: Boldog Erzsébet özvegy) (1260 - 1320) fue una princesa húngara de la Casa de Árpad, hija del rey Esteban V de Hungría.

## Biografía
Isabel nació cerca de 1260 como hija del rey Esteban V de Hungría y de su esposa Isabel la Cumana. Era miembro de la Casa de Arpad, y más tarde fue reina consorte de Serbia por su matrimonio con Stefan Uroš II Milutin.
La princesa Isabel fue criada en el convento de Isla de los Conejos en el Danubio a la altura del asentamiento de Buda, donde tuvo una vida pura y dedicada a Dios. Allí se esforzó por seguir la vida de su ya fallecida tía Santa Margarita de Hungría.

## Matrimonios
No se conoce con certeza la fecha exacta de su nacimiento, pero se sabe que en 1287 fue dada como esposa a un noble moravo llamado Zavia Rosenberg. El 24 de agosto de 1290 su esposo fue decapitado, tras lo cual Isabel se mudó a la corte donde estaba su hermana María de Hungría, reina de Nápoles.
Más tarde viajó a Serbia para visitar a su hermana Catalina. Allí, Isabel fue seducida por Stefan Uroš II Milutin de Serbia, cuñado de Catalina. Stefan Uroš se divorció de su primera esposa, Helena Ducas Ángelo, y se casó con Isabel, en contra de las reglas de la Iglesia ortodoxa de Serbia, que prohibió el matrimonio por estar casada la hermana de Catalina con el hermano de Stefan Uros, Esteban Dragutin. Aunque la Iglesia católica no puso obstáculos canónicos, el matrimonio no duró mucho, como resultado de la creciente presión de la Iglesia ortodoxa. El matrimonio fue disuelto, e Isabel volvió a Hungría.
En los años siguientes vivió en el convento de San Pedro en Milano (fundado por su hermana María), donde se caracterizó por ser una de las monjas más trabajadoras y eficientes de todas, privándose de toda clase de lujos. Isabel murió en 1320 luego de haber seguido una vida santa y en retiro del mundo.